# Ana Hušman
Ana Hušman (Zagreb, 1977.) je hrvatska umjetnica i izvanredna profesorica na Odsjeku za animirani film i nove medije zagrebačke Akademije likovnih umjetnosti. Diplomirala je slikarstvo, a njezin rad obuhvaća različite medije, uključujući film, video, tekst i performans.

## Akademski život i rad
Radi kao izvanredna profesorica na Odsjeku za animirani film i nove medije Akademije likovnih umjetnosti u Zagrebu. Suosnivačica je udruge RESTART, gdje već dugi niz godina vodi program filmske edukacije. Hušman je doktorirala na Slade School of Fine Art u Londonu, a njezini filmovi su prikazivani i nagrađivani na brojnim međunarodnim festivalima.[nedostaje izvor] Osim umjetničkog rada, aktivna je i kao edukatorica, predajući na različitim kolegijima vezanim uz animaciju i nove medije. Njezina filmska praksa obuhvaća eksperimentalne filmove koji raščlanjuju strukturu i teksturu filmskih elemenata kroz razne forme, uključujući instalacije i umjetničke knjige. Hušman također sudjeluje u nezavisnoj umjetničkoj sceni u Zagrebu, gdje surađuje s drugim umjetnicima i istražuje suvremene umjetničke prakse. Neki od njezinih značajnih radova uključuju filmove poput Skoro ništa, Soba za dan i Razglednice, a dostupni su na njenoj internetskoj stranici i platformi Vimeo. Za svoje posljednje radove dobila je više domaćih i internacionalnih nagrada. Njezini radovi prikazani su na izložbama i festivalima diljem svijeta.[nedostaje izvor]